# Яя (Білорусь)
Я́я (біл. Яя) — село в Білорусі Браславському районі Вітебської області. Підпорядковане Друєвській сільській раді. Розташоване в північно-західній частині області, за 27 км на північний схід від районного центру та за 7 км на південний захід від селища Друя.
| Білорусь | Це незавершена стаття з географії Білорусі. Ви можете допомогти проєкту, виправивши або дописавши її. |